# Jaguar 420 et Daimler Sovereign
La Jaguar 420 et les Daimler Sovereign équivalentes sont présentées en octobre 1966 au salon de l'Automobile de Londres et produites pendant deux ans, comme expression ultime d'une série de "berlines compactes sportives" proposées par Jaguar tout au long de cette décennie, qui partagent toutes le même empattement. Développée à partir de la Jaguar Type-S, la 420 coûte environ 200 livres de plus que ce modèle, et met fin à son intérêt pour l'acheteur. Cependant la Type-S continue à être vendue aux côtés des 420/Sovereign jusqu'à ce que les deux modèles soient supplantés par les Jaguar XJ6 en 1968.

## Pedigree
Les 420/Sovereign tirent leurs origines de la Jaguar Mark 2, introduite en 1959 et vendue dans les années 1960. La Mark 2 avait un pont arrière rigide et utilisait le moteur XK six cylindres apparu sur la Jaguar XK120 de 1948. La Mark 2 était disponible avec des moteurs de 2,4, 3,4 et 3,8 litres de cylindrée.
En 1961, Jaguar lança deux nouveaux modèles avec la version à triple carburateur SU du moteur XK de 3,8 litres: la Mark X (prononcé "marque dix") berline et la voiture de sport E-Type. Les deux voitures utilisaient des versions de la nouvelle suspension arrière indépendante Jaguar, la Mark X ayant une voie de 1,50 m et la Type-E de 1,30 m. En 1965, les Mark X et Type-E ont été mises à jour avec une nouvelle version du moteur XK de 4,2 litres, toujours alimenté par trois carburateurs.
Jaguar avait aussi lancé en 1963 la Jaguar Type-S comme développement de la Mark 2. Elle avait une nouvelle largeur intermédiaire de 1,40 mètre, une version de la suspension arrière indépendante à la place du pont rigide de la Mark 2. Parmi d'autres différences par rapport à la Mark 2, on peut noter l'extension de l'arrière de la carrosserie afin de fournir un plus grand coffre, un changement de la ligne de toit pour plus de dégagement à la tête des passagers à l'arrière , un intérieur plus moelleux et des différences de détail sur la face avant. La Type-S est disponible avec les moteurs XK de 3,4 ou de 3,8 litres (uniquement le 3,8 litres aux USA), mais en version double-carburateur, car les trois carburateurs ne pouvaient pas être installés dans ce qui était somme toute encore le compartiment moteur de la Mark 2.
James Taylor suggère quatre raisons pour lesquelles le patron de Jaguar Sir William Lyons avait décidé d'ajouter encore un autre modèle dans la déjà vaste gamme Jaguar :
- les ventes de la Marque X furent décevantes; la voiture a été largement considérée comme étant trop grosse et lourde et une plus petite voiture avec les mêmes normes de sophistication et de luxe pourrait avoir plus de succès
- la demande pour plus de caractéristiques luxueuses ajouterait du poids à tous les futurs modèles, forçant l'acheteur vers une berline compacte de 4,2 litres
- une combinaison du moteur de 4,2 litres de cylindrée avec la carrosserie de berline compacte était censée avoir de l'attrait
- des objections esthétiques au style polémique de la Type-S étaient connues pour nuire à son chiffre d'affaires.

Par conséquent, Lyons entreprit l'élaboration d'une nouvelle berline basée sur la Type-S, tout en conservant la suspension arrière indépendante mais en l'équipant d'une version à double carburateur du moteur de 4,2 litres et de style frontal plus proche de celui de la Mark X. La nouvelle voiture fut présentée en août 1966 sous forme de deux modèles, la Jaguar 420 et la Daimler Sovereign équivalente.

## Progrès

### Style

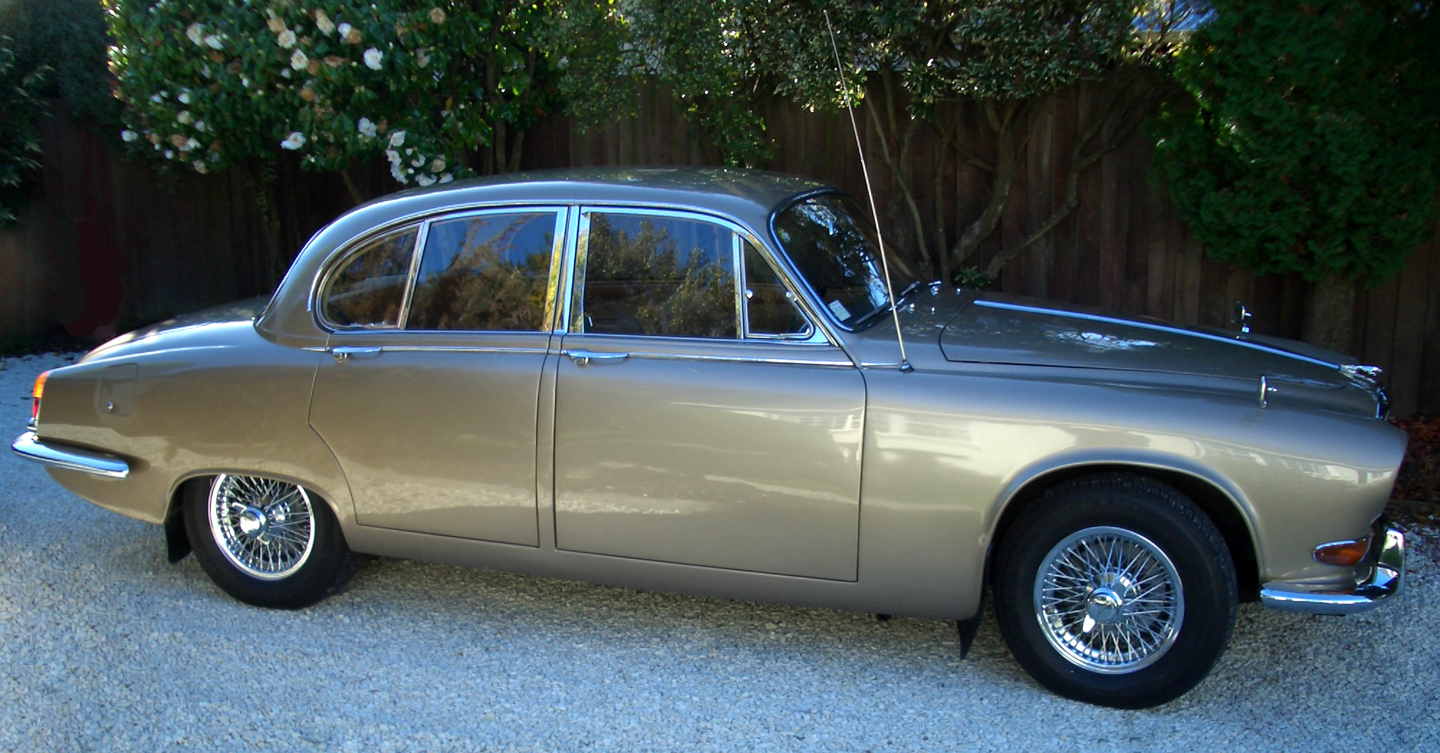
Jaguar 420 (vue de côté)

Le point de départ pour la conception de la 420/Sovereign était la Jaguar Type-S, qui était produite depuis 1963, mais dont le style n'avait jamais rencontré une acceptation universelle.
Pour ce qui est du style, la 420/Sovereign était essentiellement une Type-S dont le nez courbé est rendu beaucoup plus linéaire, afin de mieux correspondre au style de l'arrière (qui n'a pas été modifié). Le contournement autour de ses quatre phares était relativement subtil, avec des petits pics sur chacun, et sa façade fut légèrement inclinée vers l'avant. La calandre carrée avec diviseur central correspondait à celle de la 420G, (qui est le nouveau nom donné à la Mark X au moment de la présentation de la 420/Sovereign). Les feux de brouillard des Mark 2 et Type-S furent remplacés par une paire de phares au même niveau que les phares principaux. Les phares intérieurs s'allumaient uniquement avec les grands phares. Des grilles de klaxon fictives ont été ajoutées au-dessous de chaque projecteur intérieur pour briser ce qui aurait autrement été une grande étendue de métal plat de chaque côté de la calandre. Le dessus des passages de roues avant ont été aplatis pour correspondre à la ligne plus carrée. Le pare-chocs enveloppant porte deux butoirs, qui avaient caractérisé les pare-chocs des Mark 2 et Type-S. Tout cela fut fait pour améliorer l'équilibre esthétique de la voiture par rapport à la Type-S et créer un air de famille avec la Mark X/420G, des changements que Sir William n'avait pas pu se permettre (faute de temps ou de moyens) lors de la conception de la Type-S. Aucune tentative ne fut faite pour donner à la 420/Sovereign le capot à charnière avant des Mark X/420G et elle a conservé un capot articulé à l'arrière de dimensions similaires à celles de la Type-S et la Mark 2.

### Intérieur

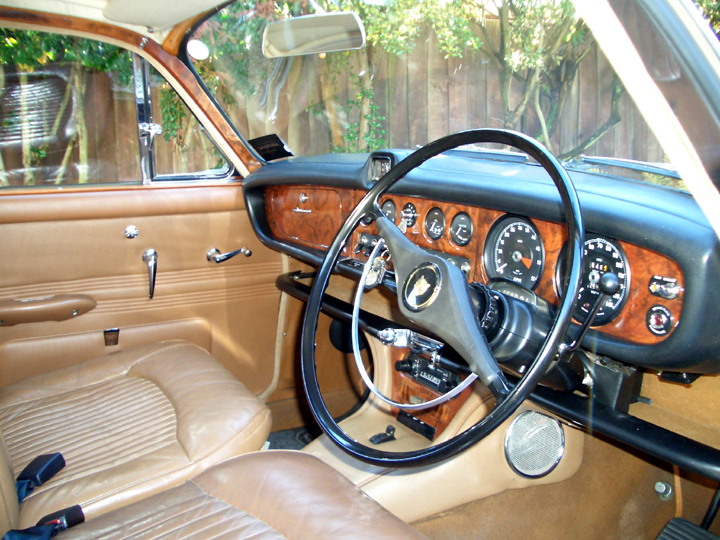
Jaguar 420, intérieur

Les modifications à l'intérieur de la Type-S pour créer la 420/Sovereign ont été principalement guidées par des considérations de sécurité, avec les opercules de bois des portes et du tableau de bord remplacés par des colliers de Rexine et un rail de bois sur le dessus des garnitures de porte. L'horloge est transférée du compte-tours au centre supérieur de la planche de bord, où elle est alimentée par sa propre batterie. La planche à cartes sous le tableau de bord de la Type-S n'est plus présente, bien que les 420 conservent les mêmes console centrale et bac à colis sous le tableau de bord. Les sièges de la 420 ont des proportions légèrement différentes de la Type-S, bien qu'ils paraissent très semblables.

### Moteur
Le moteur XK de 4,2 litres de la 420/Sovereign est équipé avec la culasse droite et les cames de 9,5 cm. Des taux de compression de 7:1, 8:1 et 9:1 peuvent être spécifiés selon la qualité des carburants locaux, la différence étant obtenue en faisant varier la conception de la couronne des pistons. Le moteur est alimenté par deux carburateurs et annonçait 245 ch (183 kW) à 5 500 tr/min ce qui était 20 cv de moins que la version à triple carburateur de la 420G et de la Type E. Le couple maximal du moteur de 384 N m est pratiquement le même que celui de la version triple-carburateur mais atteint à 3 750 tr/min plutôt que 4 000 tr/min.
La puissance de 245 cv annoncée par l'usine a été mesurée à l'aide du système SAE (brut) aux États-Unis au moment où la 420/Sovereign y est vendue. Le système SAE (brut) exclut de nombreux accessoires, et utilisait souvent des systèmes non-standard d'induction et d'échappement, et a donc été remplacé par la norme plus précise SAE (net) en 1972, longtemps après que la 420/Sovereign eut disparu. Une référence stipule que la puissance DIN de 1977 aux États-Unis de la 4,2 litres Série II XJ6 était équivalente à 180 ch. Le système DIN donnait des puissances qui, pour la plupart des applications techniques, sont les mêmes que celles obtenues à l'aide du système SAE (net). Cependant, les tests de 1977 auraient inclus des équipements d'émission qui ne sont pas présents sur les 420/Sovereign. Par conséquent, la puissance SAE (net) nominale de la 420/Sovereign doit se situer quelque part entre 180 ch et 245 ch.

### Mécanique

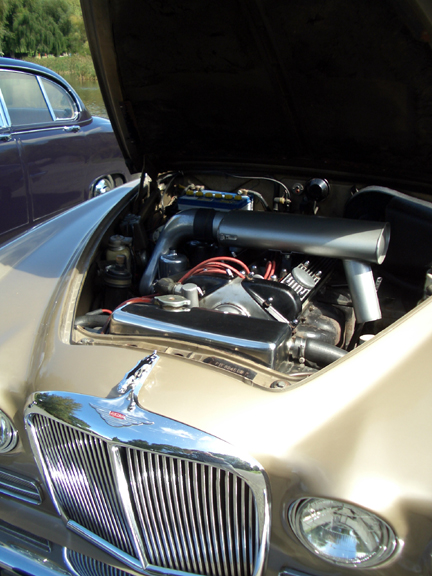
Compartiment moteur de la Jaguar 420

Une nouvelle caractéristique mécanique que la 420/Sovereign partage avec la 420G est la direction assistée Marles Varamatic, en option sur les 420 mais standard sur les Sovereign. Construite par Adwest Engineering Co Ltd à Reading, Angleterre, c'est un système "came et galet" dans lequel la hauteur non constante de la came aboutit à une démultiplication variable, le plus petit engrenage en tête allant rapidement aux extrémités. La hausse de l'assistance (équivalente à une baisse de la résistance de 21,6:1 à 13:1) se produit presque entièrement dans le premier demi-tour de volant à partir de la position droite. Cela donne une direction très légère et détendue en ligne droite, avec des réactions rapides dans les virages. Il n'y a pas d'ajustement dans le comportement de la direction en fonction de la vitesse. Un très petit nombre des dernières Type-S furent équipées de manière similaire.
D'autres raffinements mécaniques que les 420/Sovereign avaient et qui n'étaient pas sur la Type-S comprennent:
- remplacement de la transmission automatique Borg Warner Type 35 par le plus solide Modèle 8
- radiateur à flux croisés plus efficace à la place du plus petit à flux vertical de la Type-S
- un double système de freinage hydraulique en remplacement du système unique de la Type-S
- carburateurs SU jumeaux de 2 pouces HD8 (la Type-S avait des SU jumeaux de 1,75 pouce HD6)
- disques de frein avec anneau périphérique anti-crissement en fonte
- un ventilateur de refroidissement du moteur Holset "Torquatrol" à couple visqueux
- négatif à la masse, la Type-S était câblée avec le positif à la masse
- un démarreur pré-engagé au lieu d'un pignon Bendix
- un alternateur plutôt que la dynamo de la Type-S

## Performances
Les essais sur route contemporains indiquent que les performances des 420 et Sovereign étaient très bien pensées.
Un essai routier paru dans The Motor (royaume-uni) en Mai 1967 déclara:
« Il semble quelque peu insolent d'appliquer des prix moyens à une berline qui, en combinaison de vitesse, confort et sécurité, vaut n'importe quelle autre, sans considération du prix. »
Une perspective Nord-Américaine fut fournie par Road & Track, dont le rapport publié en décembre 1967 conclut:
« La meilleure vente de Jaguar aux U.S.A. reste la voiture de sport Type-E, mais la berline 420 offre une combinaison unique de qualités dans son domaine. Pour un prix de base raisonnable de 5.900$, Jaguar offre des performances époustouflantes, un freinage hors norme, une excellente tenue de route, une finition de qualité, et une abondance de luxe, le tout dans une automobile facile à manœuvrer dans le trafic affolé d'aujourd'hui. »
Un essai routier dans Wheels (Australie), en août 1967, enthousiaste:
« Tant qu'ils peuvent continuer à fabriquer et vendre des voitures aussi bonnes que celle-ci, il y a de l'espoir pour l'homme qui soigne ses déplacements motorisés. »
En matière de performances mesurées dans des conditions d'essai, de 0 à 97 km/h en moins de 10 secondes et une vitesse de pointe de plus de 200 km/h sont typiques. De tels chiffres de performances sont supérieurs à ceux de beaucoup de modèles XJ6 de 4,2 litres qui ont suivi. Parmi les rares exceptions, les testeurs relevèrent une consommation moyenne de carburant de 18 litres aux cent kilomètres, ce qui, même pour la fin des années 1960, était plutôt élevé. Combinée avec la taille modeste de ses deux réservoirs de 7 gallons Impériaux (31.75 litres), une telle consommation de carburant permettait une autonomie d'à peine 250 miles (403 km).

## Daimler

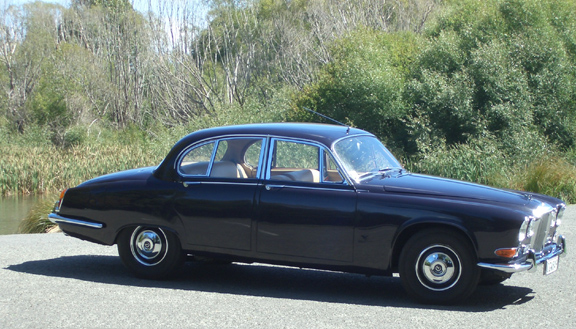
Daimler Sovereign

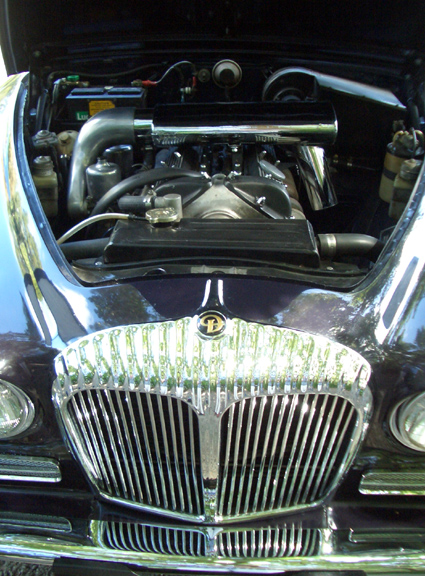
Compartiment moteur de la Daimler Sovereign

Alors que la Daimler 2½-litre V8 sortie en 1962 diffère de la Jaguar Mark 2 en ayant un véritable moteur Daimler, seule la marque et des détails de décoration intérieure différenciait la Sovereign de la 420.
La perception des deux marques Daimler et Jaguar, que des différences importantes entre elles ont cherché à promouvoir, était que la Daimler représentait l'automobile de luxe pour les plus exigeants et les gentleman les plus matures alors que la Jaguar était une berline sportive destinée à une clientèle un peu plus jeune. Dans la gamme Daimler, la Sovereign comblait un écart entre la V8 2½-litre et la 4½-litre Majestic Major, plus grande et de style plus conservateur. Les prix au royaume-uni des 420 et Sovereign, tels que cités dans Motor magazine d'octobre 1966:
Manuelle o/d – Jaguar £1615, Daimler £1724
Automatique – Jaguar £1678, Daimler £1787
En contrepartie de la différence de prix d'environ 6,5%, l'acheteur Daimler n'obtient que quelques avantages, mais considère que le cachet de la marque Daimler vaut bien l'argent supplémentaire; en effet, le nom Daimler a attiré les acheteurs qui n'aiment pas l'image plus sportive de la Jaguar. De même, même s'ils ne sont pas incapables de payer la différence pour une Daimler, ceux qui choisissent la Jaguar ont de toute façon rarement considéré la Daimler comme étant un achat possible.
Au total, la Daimler diffère de la Jaguar par:
- un insert en plastique sur l'arrière du logement de la plaque d'immatriculation portant le nom Daimler. Sur la 420, le logement de la plaque d'immatriculation portait le nom de Jaguar et, sur la Sovereign, il restait sous l'insert en plastique "Daimler"
- les garnitures de centres de roues, de bouton de klaxon, de bouchon de remplissage d'huile et des fermoirs de ceintures de sécurité portant le D stylisé plutôt que le nom Jaguar, une tête de Jaguar, ou pas de badge du tout
- culasse côtelée portant l'inscription "Daimler" plutôt que "Jaguar", (bien que les versions antérieures partageaient le même en alliage poli)
- toutes les options de la 420 en standard, y compris la lunette arrière chauffante, l'overdrive sur la transmission manuelle et la direction assistée
- une mascotte D volant au bord avant du capot remplace la mascotte "Jaguar bondissant" au-dessus de la calandre
- une calandre cannelée et stylisée à insigne D remplace la calandre lisse couronnée surmontée du jaguar bondissant
- garnitures de placage de noyer plus soigneusement sélectionné et mieux adapté
- sections centrales des sièges en cuir ventilé Vaumol de haute qualité
- meilleure qualité des couvertures de pare-soleil

## Différenciation

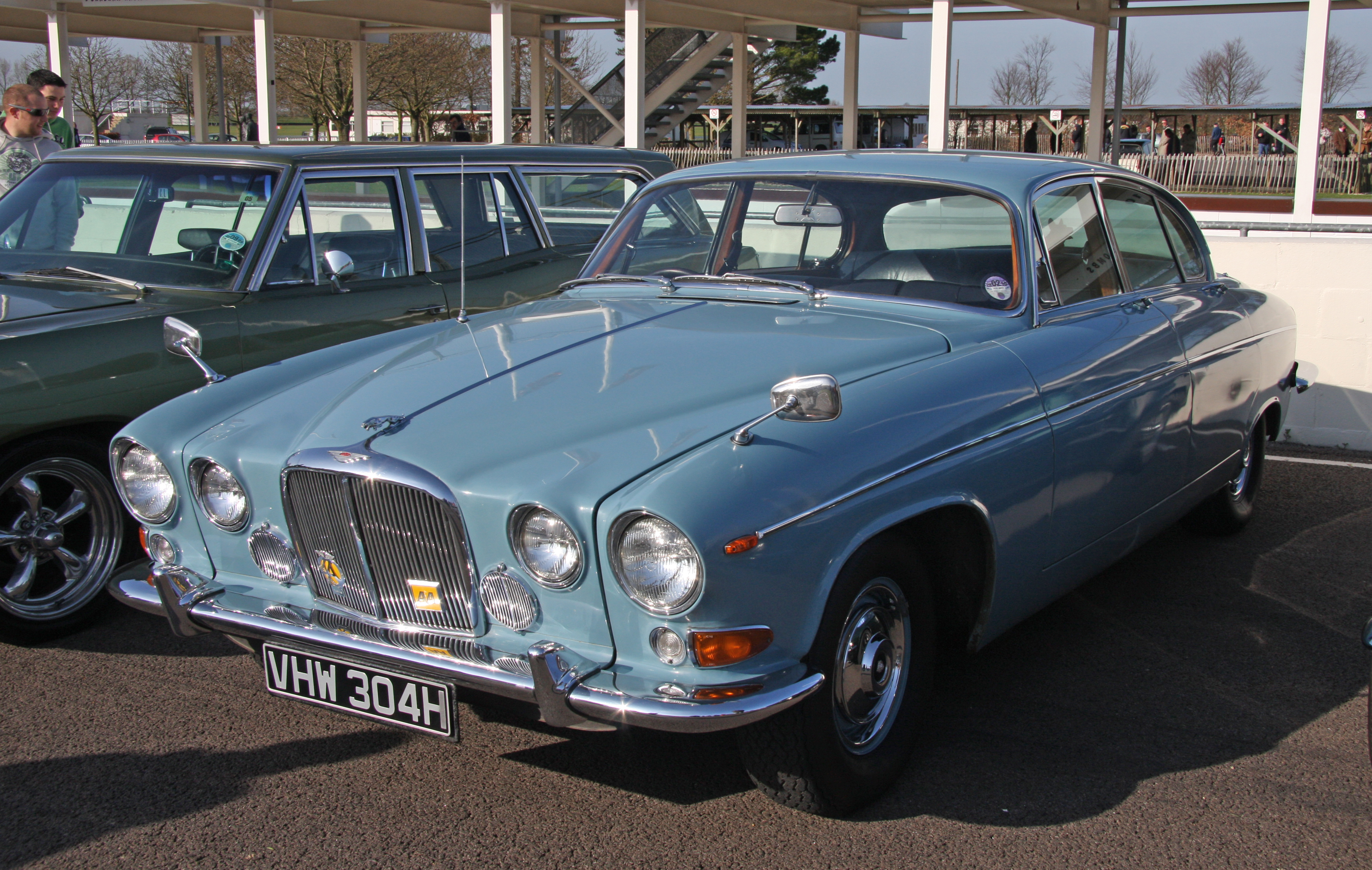
La plus grande Jaguar 420G, basée sur la Mark X

La difficulté de différencier les 420/Sovereign d'autres modèles Jaguar/Daimler signifie qu'ils sont moins bien connus que d'autres produits de Browns Lane de l'époque. Même certains amateurs de Jaguar ne savent pas avec certitude où et quand les 420/Sovereign ont été intégrées dans la gamme Jaguar.
En même temps que la 420 fut lancée, Jaguar a ajouté une bande latérale de chrome et des clignotants latéraux supplémentaires à la Marque X, et une barre centrale à la calandre. De pair avec des modifications à l'intérieur, ces changements ont été utilisés pour justifier de la renommer en 420G ("G" pour Grand). Le magazine The Motor d'octobre 1966 parlait de la 420G comme "restant l'une des plus belles grandes voitures dans le monde d'aujourd'hui" et a formulé des observations sur la similitude de sa nouvelle calandre avec celle de la 420. Compte tenu de la similitude entre les noms et le style frontal des 420 et 420G, l'observateur occasionnel sera pardonné de les confondre.

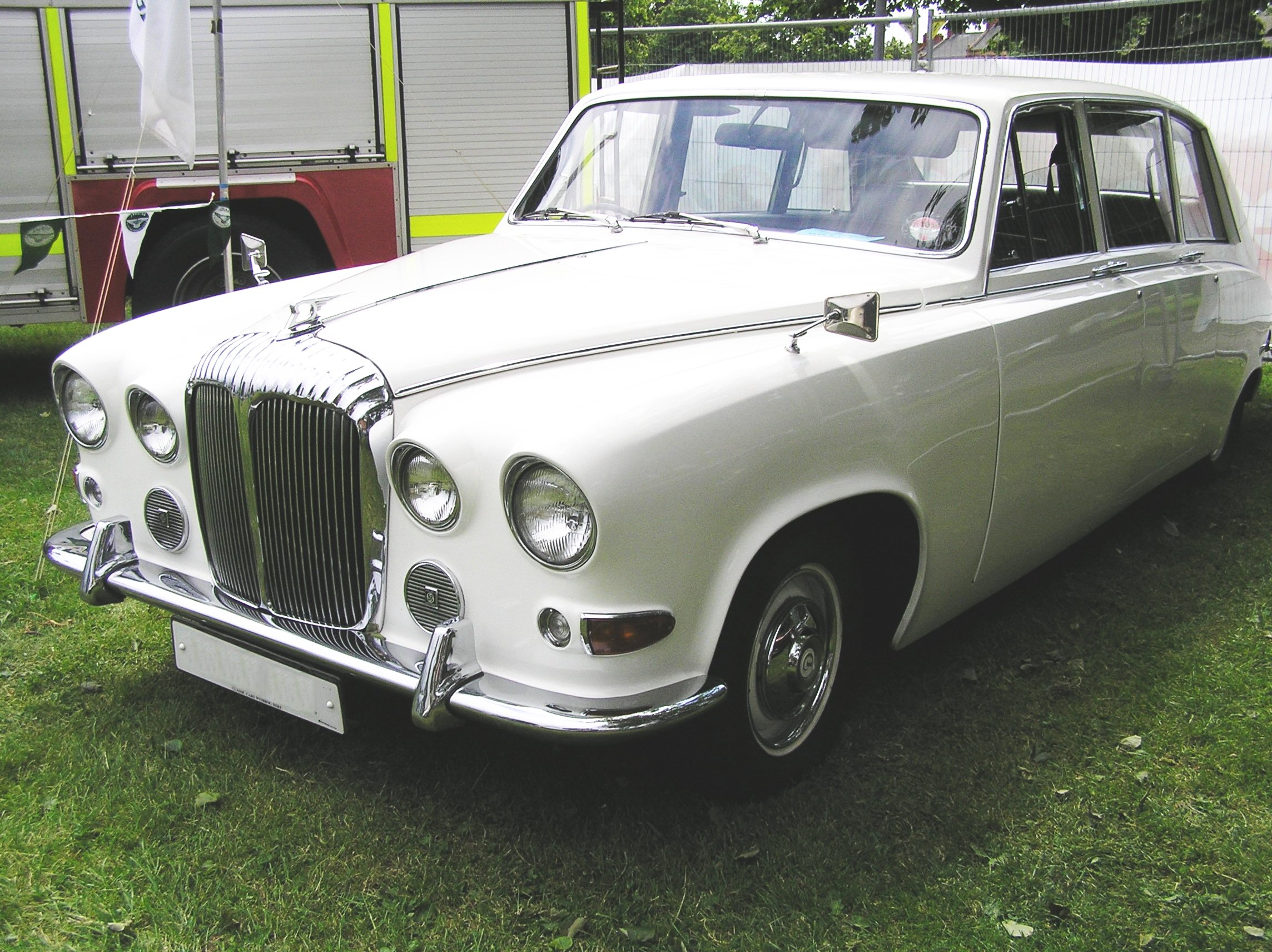
Daimler DS420

En 1968, la limousine Daimler DS420 commence à être produite, portant une calandre du même style que la Sovereign, équipée du moteur de 4,2 litres Jaguar dans la version à double carburateur, et également en cours d'assemblage final à l'usine Jaguar de Browns Lane, Coventry, Angleterre. Bien que cette voiture était basée sur une version modifiée du plancher de la 420G plutôt que de la 420, l'existence d'une troisième Jaguar portant un "420" dans son nom offre encore davantage de possibilités de confusion.
Ce genre de confusion se pose également au sujet de la Daimler Sovereign. À partir de fin 1969, son successeur, la Jaguar XJ6 Série I poursuit le nom Daimler Sovereign jusqu'en 1983, lorsque le nom "Sovereign" a été appliqué à la haute-spécification de la version Jaguar (qui en était alors dans son itération Série III XJ6).

## Disparition
En 1967, lors de leur première année complète de production, les ventes des 420/Sovereign dépassèrent facilement les autres berlines Jaguar toujours en production (240 et 340 Jaguar Mark 2, Daimler 250 V8, Jaguar Type-S et 420G) et ont effectivement mis fin à l'intérêt des acheteurs pour la Type-S. Cependant, relativement peu ont été faites en tout en raison du fait que l'usine de Coventry a cessé de faire la Jaguar 420 en 1968, un peu plus de deux ans après le début de la production, après seulement 10.236 véhicules produits. La Daimler Sovereign est poursuivie en 1969 et 5.824 sont vendues.
En 1968, les ventes des 420/Sovereign ont de nouveau été bien supérieures à celles des Type-S et 420G, mais dépassées par la résurgence de la Jaguar Mark 2/Daimler 250. À ce moment, beaucoup d'acheteurs potentiels de 420/Sovereign se retiennent et attendent la nouvelle Jaguar XJ6. Introduite fin 1968, la XJ6 est légèrement plus grande que la 420 et a balayé les Mark 2 et Type-S de la gamme Jaguar, bien que la Daimler 250 soit restée en production en 1969 et que la 420G ait duré jusqu'en 1970.
La décision prise par Sir William de baser la Jaguar XJ6 sur le moteur, la suspension et les dimensions approximatives de la 420/Sovereign a montré sa foi dans la formule 420/Sovereign comme étant le meilleur moyen de rationaliser les berlines de la gamme. De cette manière, la 420/Sovereign devint victime de son propre succès.
La production à Browns Lane de la Jaguar 420 fut arrêtée en septembre 1968 et celle de la Daimler Sovereign en juillet 1969, bien que des kits CKD ("completely knocked down") Jaguar 420 aient été fournis jusqu'en novembre 1968 pour assemblage par Jaguar Cars South Africa Ltd.

## Maquettes à l'échelle
- La Daimler est à l'échelle 1:43 chez Vanguards (Corgi)
- Airfix a produit un kit plastique à l'échelle 1/32 de la 420 pendant que la voiture était en production.
- MPC models produisit à une échelle 1/32 un kit plastique de la 420 pendant les années 1960, kit N ° 1006-100
- Neo Scale Models produit actuellement une résine moulée au 1:43 de la 420, et aussi une version Sovereign.

## Spécifications
| Moteur              | Jaguar 6-cylindres en ligne, bloc en fonte, culasse en alliage |
| Cylindrée           | 4 235 cm3 |
| Alésage/Course      | 92,07 × 106 mm |
| Soupapes            | DACT, 2 soupapes par cylindre |
| Taux De Compression | 8:1 (7:1 et 9:1 en option) |
| Puissance Max.      | 245 ch (SAE Brut) à 5 500 tr/min |
| Couple Max.         | 384 N m à 3 750 tr/min |
| Carburateurs        | Deux SU HD8 (2) |
| Suspension          | Avant indépendante, triangles, ressorts hélicoïdaux avec amortisseurs télescopiques et barre anti-roulis Arrière indépendante, avec triangles inférieurs et arbre de transmission en tant que bras supérieur, bras en rayon et ressorts hélicoïdaux jumelés avec amortisseurs télescopiques |
| Direction           | À recirculation de billes, vis et écrou; assistance électrique Varamatic en option sur Jaguar (de série sur Daimler) |
| Freins              | Disques servo-assistés sur les quatre roues |
| Carrosserie/Châssis | Carrosserie monocoque avec sous-châssis avant boulonné, berline cinq places, moteur avant, propulsion |
| Pneus/Roues         | 6,40 × 15 à carcasse diagonale, ou 185 × 15 radial, jantes de 5.5, roues à rayons à disque à cinq goujons en option |
| Voie                | Avant = 1 410 mm – Arrière = 1 384 mm |
| Poids (à vide)      | 1 695 kg |